# Clistoabdominalis nutatus
Clistoabdominalis nutatus är en tvåvingeart som beskrevs av Skevington 2001. Clistoabdominalis nutatus ingår i släktet Clistoabdominalis och familjen ögonflugor. Inga underarter finns listade i Catalogue of Life.